# Kaasiku (Hiiumaa)
Koordinaten: 58° 51′ N, 22° 50′ O
Kaasiku ist ein Dorf (estnisch küla) in der Landgemeinde Hiiumaa (bis 2017: Landgemeinde Käina). Es liegt auf der zweitgrößten estnischen Insel Hiiumaa (deutsch Dagö).
Kaasiku (deutsch Kasiko) hat sechs Einwohner (Stand 31. Dezember 2011).